# Бекташ, Джансу
Джансу Бекташ (тур. Cansu Bektaş; род. 23 ноября 2003, Гиресун) — турецкая спортсменка, тяжёлоатлетка, трёхкратная чемпионка Европы 2023,  2024 и 2025 годов, призёр чемпионата Европы 2022 года и чемпионата мира 2023 года, чемпионка мира среди молодёжи 2021 года.

## Биография
Родилась в Гиресуне. 
Джансу Бекташ стала чемпионкой мира на молодежном чемпионате мира по тяжелой атлетике, проходившем в Узбекистане в мае 2021 года, выиграла в двух упражнениях в весовой категории до 45 кг, в сумме зафиксировав результат в 154 кг.
На чемпионате мира по тяжелой атлетике среди юниоров 2022 года, проходившем в Ираклионе на греческом острове Крит, она выиграла золотую медаль в упражнении толчок, подняв 85 кг, и серебряную медаль по сумме с результатом 150 кг.
В мае 2022 года на чемпионате Европы в Тиране, турецкая спортсменка выступила весовой категории до 45 кг. Итогом такого выступления стала серебряная медаль с результатом по сумме двух упражнений 153 килограмма.
В Ереване, на чемпионате Европы в 2023 году, турчанка одержала победу в весовой категории до 45 кг. Свою победу она посвятила Азербайджану.
В Саудовской Аравии, где состоялся Чемпионат мира по тяжёлой атлетике 2023 года, турецкая спортсменка в категории до 45 кг завоевала бронзовую медаль чемпионата мира с результатом 162 кг по сумме двух упражнений. Две малые бронзовые медали в различных упражнениях также достались ей.
В феврале 2024 года на чемпионате Европы в Софии турчанка завоевала золотую медаль по сумме двух упражнений с результатом 163 кг. В упражнении рывок она была первой (75 кг), а в толчке второй (88 кг). 
На чемпионате Европы 2025 года в Кишинёве завоевала золотую медаль с итоговым результатом 166 кг. И в упражнении "рывок", и в упражнении "толчок" стала второй.

## Достижения
Чемпионат мира
| Результат | Вес       | Год  | Место соревнований         | Рывок | Толчок | Общий вес |
| Бронза    | до 45 кг. | 2023 | Эр-Рияд, Саудовская Аравия | 75,0  | 87,0   | 162,0     |

Чемпионат Европы
| Результат | Вес       | Год  | Место соревнований | Рывок | Толчок | Общий вес |
| Серебро   | до 45 кг. | 2022 | Тирана, Албания    | 68,0  | 85,0   | 153,0     |
| Золото    | до 45 кг. | 2023 | Ереван, Армения    | 72,0  | 90,0   | 162,0     |
| Золото    | до 45 кг. | 2024 | София, Болгария    | 75,0  | 88,0   | 163,0     |
| Золото    | до 45 кг. | 2025 | Кишинёв, Молдова   | 76,0  | 90,0   | 166,0     |

Чемпионат Европы среди молодёжи
| Результат | Вес       | Год  | Место соревнований  | Рывок | Толчок | Общий вес |
| Золото    | до 45 кг. | 2021 | Ташкент, Узбекистан | 70,0  | 84,0   | 154,0     |
| Серебро   | до 45 кг. | 2022 | Ираклион, Греция    | 65,0  | 85,0   | 150,0     |

## Государственные награды
- Медаль «Прогресс» (Азербайджан) — за проявление нерушимых братских отношений между Азербайджаном и Турцией в виде посвящения своей победы на чемпионате Европы по тяжёлой атлетике в Ереване Азербайджану (28 апреля 2023)[8].